# Jan Christen
Jan Christen (født 26. juni 2004 i Gippingen) er en cykelrytter fra Schweiz, der er på kontrakt hos UAE Team Emirates XRG.